# 키르기스스탄 U-23 축구 국가대표팀
키르기스스탄 U-23 축구 국가대표팀은 키르기스스탄을 대표하는 23세 이하 축구 국가대표팀으로 현재 하계 올림픽과 AFC U-23 아시안컵 본선 기록은 전무하지만 성인대표팀과 마찬가지로 중앙아시아의 복병으로 불리고 있다.

## 국제 대회 경력

### 아시안 게임
아시안 게임 본선에는 2006년 대회에 첫 출전한 이후 5연속 아시안 게임에 참가하여 이 가운데 2014년 대회와 2022년 대회에서 16강에 이름을 올렸다. 물론 처음으로 아시안 게임 16강에 올랐던 2014년 대회에서는 1무 2패의 성적에 그쳤지만 9년만에 16강에 오른 2022년 대회에서는 대만과의 F조 조별리그 최종전에서 4-1의 완승을 거두며 17년만에 아시안 게임 1승을 추가했다.

## 기타 국제 대회 경력
인도네시아에서 열린 2017년 아체 세계 솔리대리티 쓰나미컵에 참가하여 결승에서 개최국 인도네시아를 꺾고 사상 첫 국제 대회 우승을 차지했다.

## 주요 대회 성적

### 올림픽
| 연도                                       | 결과      | 경기      | 승        | 무        | 패        | 득점      | 실점      |
| ------------------------------------------ | --------- | --------- | --------- | --------- | --------- | --------- | --------- |
| 모든 연령의 선수 참가에서 23세 이하로 변경 |           |           |           |           |           |           |           |
| 1992년                                     | 예선 탈락 | 예선 탈락 | 예선 탈락 | 예선 탈락 | 예선 탈락 | 예선 탈락 | 예선 탈락 |
| 1996년                                     | 예선 탈락 | 예선 탈락 | 예선 탈락 | 예선 탈락 | 예선 탈락 | 예선 탈락 | 예선 탈락 |
| 2000년                                     | 예선 탈락 | 예선 탈락 | 예선 탈락 | 예선 탈락 | 예선 탈락 | 예선 탈락 | 예선 탈락 |
| 2004년                                     | 예선 탈락 | 예선 탈락 | 예선 탈락 | 예선 탈락 | 예선 탈락 | 예선 탈락 | 예선 탈락 |
| 2008년                                     | 예선 탈락 | 예선 탈락 | 예선 탈락 | 예선 탈락 | 예선 탈락 | 예선 탈락 | 예선 탈락 |
| 2012년                                     | 예선 탈락 | 예선 탈락 | 예선 탈락 | 예선 탈락 | 예선 탈락 | 예선 탈락 | 예선 탈락 |
| 2016년                                     | 예선 탈락 | 예선 탈락 | 예선 탈락 | 예선 탈락 | 예선 탈락 | 예선 탈락 | 예선 탈락 |
| 합계                                       | 0/7       | 0         | 0         | 0         | 0         | 0         | 0         |

### 아시안 게임
| 아시안 게임 기록 | 아시안 게임 기록 | 아시안 게임 기록 | 아시안 게임 기록 | 아시안 게임 기록 | 아시안 게임 기록 | 아시안 게임 기록 | 아시안 게임 기록 | 아시안 게임 기록 | 아시안 게임 기록 |
| 년도             | 결과             | 순위             | 경기             | 승               | 무*              | 패               | 득점             | 실점             | 승점             |
| ---------------- | ---------------- | ---------------- | ---------------- | ---------------- | ---------------- | ---------------- | ---------------- | ---------------- | ---------------- |
| 2002년           | 불참             | 불참             | 불참             | 불참             | 불참             | 불참             | 불참             | 불참             | 불참             |
| 2006년           | 조별리그         | 17위             | 6                | 2                | 2                | 2                | 12               | 7                | 8                |
| 2010년           | 조별리그         | 23위             | 3                | 0                | 0                | 3                | 2                | 7                | 0                |
| 2014년           | 16강             | 16위             | 3                | 0                | 1                | 2                | 1                | 4                | 1                |
| 합계             | 3회 출전(3/6)    | 16강(1회)        | 12               | 2                | 3                | 7                | 15               | 18               | 9                |

### AFC U-23 아시안컵
| 연도   | 결과      | 경기      | 승        | 무        | 패        | 득점      | 실점      |
| ------ | --------- | --------- | --------- | --------- | --------- | --------- | --------- |
| 2014년 | 예선 탈락 | 예선 탈락 | 예선 탈락 | 예선 탈락 | 예선 탈락 | 예선 탈락 | 예선 탈락 |
| 2016년 | 예선 탈락 | 예선 탈락 | 예선 탈락 | 예선 탈락 | 예선 탈락 | 예선 탈락 | 예선 탈락 |
| 2018년 | 예선 탈락 | 예선 탈락 | 예선 탈락 | 예선 탈락 | 예선 탈락 | 예선 탈락 | 예선 탈락 |
| 2020년 | 예선 탈락 | 예선 탈락 | 예선 탈락 | 예선 탈락 | 예선 탈락 | 예선 탈락 | 예선 탈락 |
| 합계   | 0/4       | 0         | 0         | 0         | 0         | 0         | 0         |

- 참고: AFC U-23 아시안컵이 올림픽 축구 아시아 지역 예선 역할을 한다.

## 같이 보기
- 키르기스스탄 축구 국가대표팀
- 키르기스스탄 여자 축구 국가대표팀